# 일유동조론
일유동조론(일본어: 日ユ同祖論)이란 유대민족과 야마토 민족이 공통의 조상을 가진 형제 민족이라는 이론이다. 주로 일부 일본인과 유대인에 의해 주장되고 있다. 3가지 갈래의 설이 있는데,
- 고대 이스라엘의 사라진 10지파가 일본으로 건너왔다는 설
- 고대 이스라엘의 모든 지파(12지파)가 일본으로 건너왔다는 설
- 고대 일본인이 유대인의 조상 민족이라는 설 등이 있다.

주로 1번의 설이 지지를 얻고 있다. 주로 1번설에 대해 기술한다.

## 이스라엘의 사라진 10지파
구약성경에 따르면 여러 민족의 조상인 아브라함의 손자인 야곱의 열 두 아들이 이스라엘 12지파의 기원이다. 이들 12지파로 구성된 유대 민족은 이집트에서 탈출하여 팔레스타인으로 들어와 히브리 왕국을 세우는데, 다윗과 솔로몬에 이른 제3대 왕 때 북의 이스라엘 왕국과 남의 유다 왕국으로 각각 분열된다. 남쪽의 유다 왕국을 구성하는 유다 지파와 벤야민 지파는 그 후 정체성을 유지하여 오늘날 유대인의 조상이 되나, 북쪽의 이스라엘 왕국을 구성하던 10지파는 아시리아에 멸망당한 후, 일부는 이민족과 혼혈되어 사마리아인이 되고 나머지는 뿔뿔이 흩어졌다.

## 기원
- 1690년에 방일한 독일인 엥겔베르트 켐퍼는 저서 《일본지》(日本誌)에서 일본 신화에 등장하는 다카마가하라(高天原)가 바빌론이라고 주장했다.
- 1823년 방일한 독일인 지볼트는 저서 《일본》에서 일본인의 기원에 대한 가설 중 하나로 중앙아시아를 꼽았다. 그러나 일본인과 유대인의 관계에 대해서 의식했는지는 불분명하다.
- 메이지 시대, 무역상인으로 방일한 스코틀랜드인 노먼 매클레오드는 일본과 고대 유대가 유사하다고 생각하여, 조사를 진행하여 처음으로 일유동조론으로 부를 만한 주장을 구체화했다. 일유동조론의 역사는 그의 일본에 관한 저작인 《일본 고대사의 지도》라는 책에서 시작되었다. 1901년에는 《유대대백과사전》의 뉴욕 출간판에 있는 사라진 10지파에 대한 항목에 인용되었다고 한다. 그는 또한 한유(韓猶)동조론도 주장한 바 있는데, 10지파의 주요 부족이 한반도를 경유하여 일본으로 건너갔으나, 단 지파 등 일부 지파는 한반도에 남아 한민족의 조상이 되었다고 한다. 일부는 이 단 지파를 단군이라고 하기도 한다.

## 같이 보기
- 신고촌
- 하타씨
- 일선동조론